# Jean-Marc Leclercq
Jean-Marc Leclercq (10 de octubre de 1961), también conocido como Joan-Marc Leclercq o JoMo, es un cantante francés y esperantista. También es periodista y escritor en occitano, concretamente en gascón.

## Biografía
Jean Marc Leclercq nace en Lille (Francia) y estudia lenguas eslavas, afincándose posteriormente en Toulouse. Irrumpió en escena en 1977 como líder del grupo Les Rosemary's Babies (o La Rozmariaj Beboj), con quien publicó dos CDs con la compañía de producción discográfica Boucherie et Willins Production, mantuvo El Récord Guinness por cantar canciones tradicionales y de rock en más de 22 idiomas.
También toca con dos grupos, como JoMo kaj Liberecanoj (Jomo y los Libertarios) y ocasionalmente con Jomo kaj la mamutoj (Jomo y los Mamuts).
Después, recondujo su carrera para escribir canciones en occitano, lengua de la que es un activista.

## Discos
- Jomo slavumas (2006)
- Hotel Desesperado, de Esperanto Desperado (2004) - JoMo lidera la canción "Ne permesas"
- JoMo Friponas!' (2001)
- JoMo kaj Liberecanoj (1998) – parte de Kolekto 2000
- Vinilkosmo-kompil' 2 (1996) – él cante sólo en una canto: Ali Bensali
- Vinilkosmo-kompil' 1 (1995) – La Rozmariaj Beboj cante una canto: Ĉe vi min forprenu

## Libros
Su obra literaria la realiza en occitano. Primero fue una guía de conversación realizada junto al también escritor en occitano Sèrgi Javaloyès titulada Le gascon de poche. Sin embargo, Leclercq consiguió el reconocimiento con su novela Ucraïna, con la que conseguiría el Premio Pau Froment en 2006.
Como periodista, colabora con publicaciones occitanitas como el diario en línea Jornalet.
- Jean-Marc Leclercq, Sèrgi Javaloyès: Le gascon de poche. Assimil, Chennevières sur Marne 2004, ISBN 2-7005-0345-7.
- Jean-Marc Leclercq: Ucraïna. Institut d’Estudis Occitans, Puylaurens 2006, ISBN 2-85910-385-6.
- Jean-Marc Leclercq: Diccionari de rimas. Per Noste, Orthez 2012, ISBN 978-2-86866-097-8.